# Coper (ort)
Coper är en ort i Colombia. Den ligger i departementet Boyacá, i den centrala delen av landet, 100 km norr om huvudstaden Bogotá. Coper ligger 951 meter över havet och antalet invånare är 814.
Terrängen runt Coper är bergig österut, men västerut är den kuperad. Runt Coper är det ganska glesbefolkat, med 47 invånare per kvadratkilometer. Närmaste större samhälle är Muzo, 9,6 km nordväst om Coper. I omgivningarna runt Coper växer i huvudsak städsegrön lövskog.